# پراسپکت (کارولینای شمالی)
پراسپکت (به انگلیسی: Prospect) شهری در ایالت کارولینای شمالی کشور ایالات متحده آمریکا است که جمعیت آن در سرشماری سال ۲۰۱۰ میلادی، ۹۸۱ نفر بوده‌است.